# Fougerolles (Indre)
Fougerolles település Franciaországban, Indre megyében. Lakosainak száma 352 fő (2022. január 1.). Fougerolles Chassignolles, Neuvy-Saint-Sépulchre, Saint-Denis-de-Jouhet, Sarzay és Tranzault községekkel határos.

## Népesség
A település népességének változása:
| Lakosok száma | 377  | 289  | 281  | 314  | 340  | 343  | 350  | 356  | 355  | 352  |
|               | 1968 | 1982 | 1990 | 2006 | 2013 | 2015 | 2017 | 2019 | 2020 | 2022 |